# Rosema magniplaga
Rosema magniplaga är en fjärilsart som beskrevs av William Schaus 1906. Rosema magniplaga ingår i släktet Rosema och familjen tandspinnare. Inga underarter finns listade.